# 泉通卡
泉通卡，旧称泉州交通卡。是福建省泉州市交通运输集团发行与管理的智能卡系统。于2010年12月20日启用，并逐步由最初的中心市区两家公交公司扩展到大泉州境内除安溪，南安，晋江以外所有的县市区公交公司。使用范围目前暂时仅在乘车方面使用。
应福建省交通厅要求，2015年11月25日，泉州交通集团与福建交通一卡通有限公司共同成立合资的泉州交通一卡通有限责任公司，发行福路通卡。2015年12月18日福路通·泉通卡在泉州正式发行，逐步停发旧卡。

## 历史

### 初期
- 泉通卡于2010年12月20日由泉州市交通运输集团有限公司正式推出，最初在泉州交通集团旗下的泉州市公交发展有限公司及泉州市第二公共交通运输发展有限公司的市区线路上使用
- 而K202（原9）、10、11、K203（原12）、K502（原13）、K603（原16）、K204（原46）、K205（原47）、K604（原801）、K902（原802）路、以及所有环湾公交线路等在当时暂无安装泉通卡刷卡设备。
- 直到2011年下半年之后，才陆续在上述线路上安装泉通卡刷卡设备以实现泉通卡的使用。

### 发展
- 2011年6月，德化县闽兴公共交通有限公司成立3个月之后，安装泉通卡刷卡设备，成为第一个使用泉通卡的县市公交系统
- 2012年12月，永春县闽兴公共交通有限公司成立，并且在12月13日永春城区公交线路开通当日启用泉通卡系统，成为第二个使用泉通卡的县市公交
- 2013年8月，石狮市公共交通有限公司与石狮市顺荣公共交通有限公司同时启用泉通卡系统
- 2013年9月，惠安县公共交通有限公司撤除旧款自有刷卡系统，安装并启用泉通卡系统
- 2014年年初，泉港区公共交通有限公司安装泉通卡系统
- 2014年5月，南安市闽兴公共交通有限公司（水头公交）成立，并于当日启用泉通卡系统
- 2015年9月29日，泉州交通集团与都都宝公司合作推出泉通卡网上充值。泉通卡使用者可使用具有NFC功能的手机（目前只支持安卓，苹果NFC不支持）或都都宝官方外置插件进行网上充值[3]
- 2015年10月下旬起，泉州交通集团将泉通卡的使用范围由原来的乘车扩展至小额支付。第一批合作商家为：国大药房、每天惠便利店以及泉州晚报所属的报刊亭
- 2015年11月起，为解决旧款刷卡机刷卡不灵敏、无法使用具有住建部互联互通标志的外地卡等问题。泉州公交发展有限公司、泉州第二公共交通发展有限公司陆续拆除2013年之前购置车辆所安装的旧款索天刷卡机，更换为与2013年后所购置车辆中同款的雄帝JC-5200型刷卡机。目前，公交发展与第二公交已全部完成所有车辆的刷卡机更新换代[4]
- 2015年12月，泉州交通一卡通有限公司于泉州晚报大厦成立。原泉通卡业务将并入该公司，并且更名为福路通·泉通卡。3路成为该卡第一条示范性使用线路
- 2016年1月，泉通卡更名为福路通·泉通卡。技术平台由住建部City Union变更为交通部互通平台
- 2016年3月，泉州公交下属的台商分公司对自百琦车队收购而来的K503路大金龙XMQ6762NEG3加装泉通卡刷卡机
- 2016年5月3日，福路通·泉通卡于泉州公交大厦办卡中心正式开始发售
- 2016年6月30日，福路通·泉通卡随泉州公共自行车同步启用公共自行车租赁功能
- 2016年7月，泉通卡可直接作为泉州公共自行车的支付媒介使用，只需持有泉通卡即可租赁泉州市区公共自行车
- 2017年11月16日，K901路（原208路）改为无人售票制度，该线路启用泉通卡刷卡功能

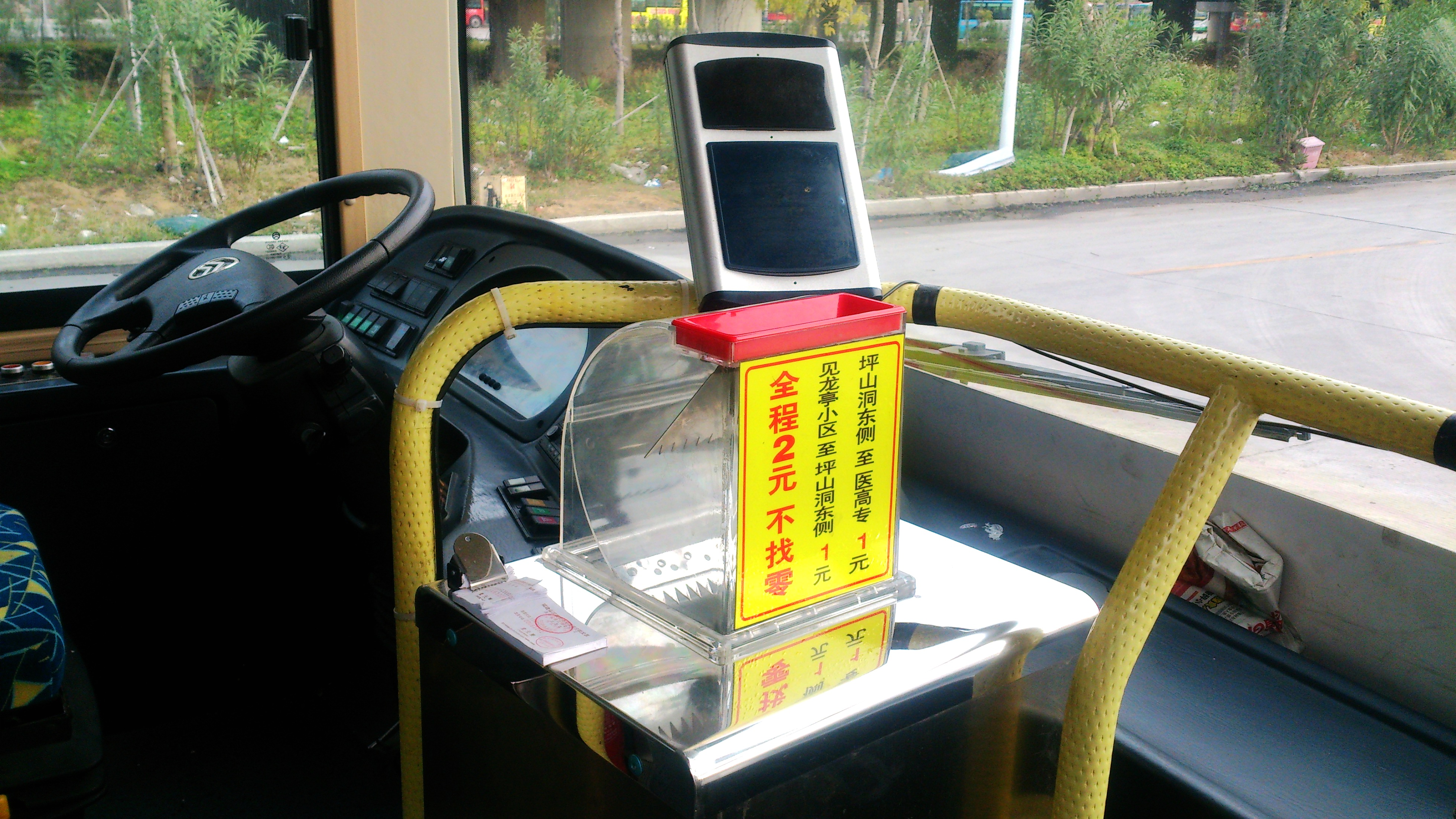
索天刷卡机（2007至2012年采购的车辆安装，2015年11月起拆除）

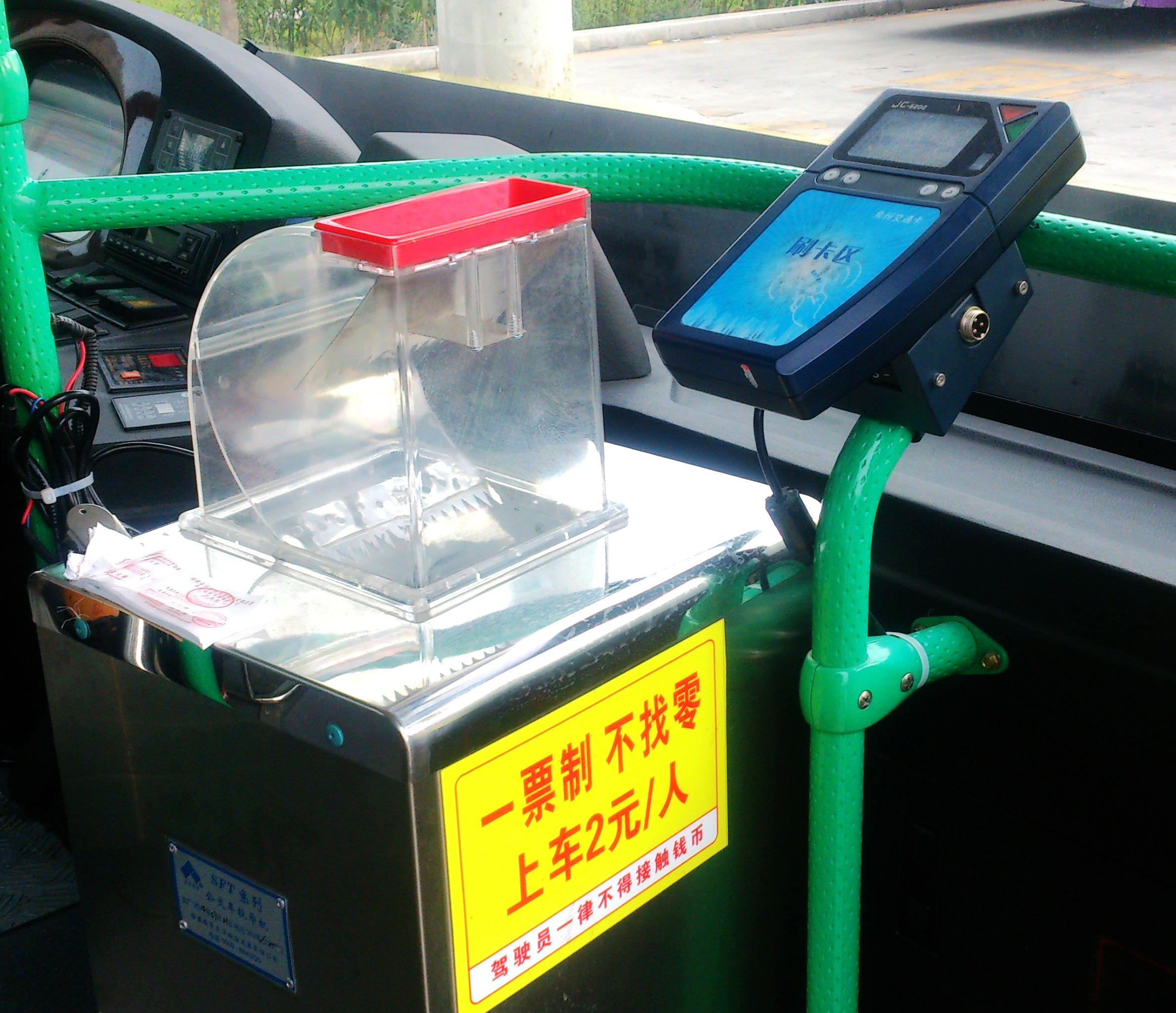
雄帝JC-5200型刷卡机（2013年起采购的车辆安装，2015年11月起所有旧车改装为此款）

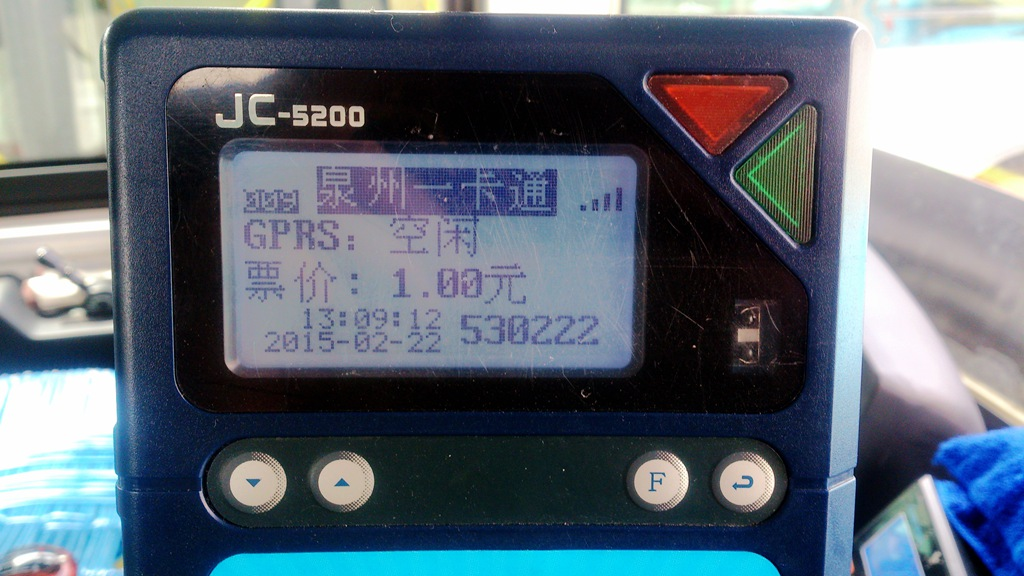
JC-5200型屏幕显示为“泉州一卡通”

## 互联互通

### 过程
泉通卡在一开始便是采用M2.0版本CPU卡，且自第一版起卡面上亦印有住建部全国城市一卡通的City Union LOGO。从技术层面上来说泉通卡与其它已加入住建部全国城市一卡通互联互通的城市交通卡互通并无技术障碍。
但当时泉通卡尚未正式加入住建部互联互通而无法与其它城市，系统实现互通。直到2014年10月，泉州作为第三批加入住建部全国城市一卡通互联互通的城市，实现了与全国50城（除上海外）的互通

### 泉通卡与晋江市民卡停止互通事件
- 晋江于2014年10月12日获得住建部城市一卡通城市密钥，并同时加入住建部城市一卡通互联互通，之后在11月发行带有City Union标志的晋江市民卡。

- 与此同时，泉通卡于14年11月加入住建部全国城市一卡通互联互通后，因同属同一技术平台，泉通卡实现了在部分晋江公交线路上的互通（例如：晋江4路、20路等安装新款刷卡机的晋江公交线路），泉通卡在晋江公交使用时亦享受与E通卡同等的7折优惠。

- 但是，互通后陆续有晋江市民投诉晋江市民卡无法在泉州交通集团下属的公交系统中使用，晋江一卡通公司便单方面认为泉州交通集团没有互通的诚意，随后取消了之前泉通卡在晋江公交车上刷卡的7折优惠。[5]

- 之后，泉州公交发展有限公司出面澄清，由于泉州公交发展有限公司与泉州第二公交公司在使用泉通卡初期安装了不具备互通功能的索天刷卡设备，导致任何除泉通卡之外的所有城市一卡通皆无法在上述两家公司的大部分线路上使用（但在2013年起至今采购的车辆上均可使用）。同时表示新款具备互通的刷卡设备正在加紧采购，陆续更换现有使用旧设备的线路。

- 2015年11月，泉州公交完成刷卡机改造，二卡互通硬件条件达成

- 2016年1月起，泉通卡与晋江市民卡恢复互通，并统一刷卡折扣为9折

### 计费
- 目前与泉州进行互联互通的各城市的城市一卡通在泉州使用时，均按线路原价计费，不享受优惠。
- 同时，按照全国城市一卡通互联互通和全国交通一卡通互联互通的原则，外地卡无法在泉通卡的充值网点进行充值，泉通卡也无法在外地互通城市进行充值，请准备足够使用余额，避免异地刷卡时出现余额不足的提示。使用沈阳发行的交通联合卡在K207路蓝斯E60型刷卡机消费

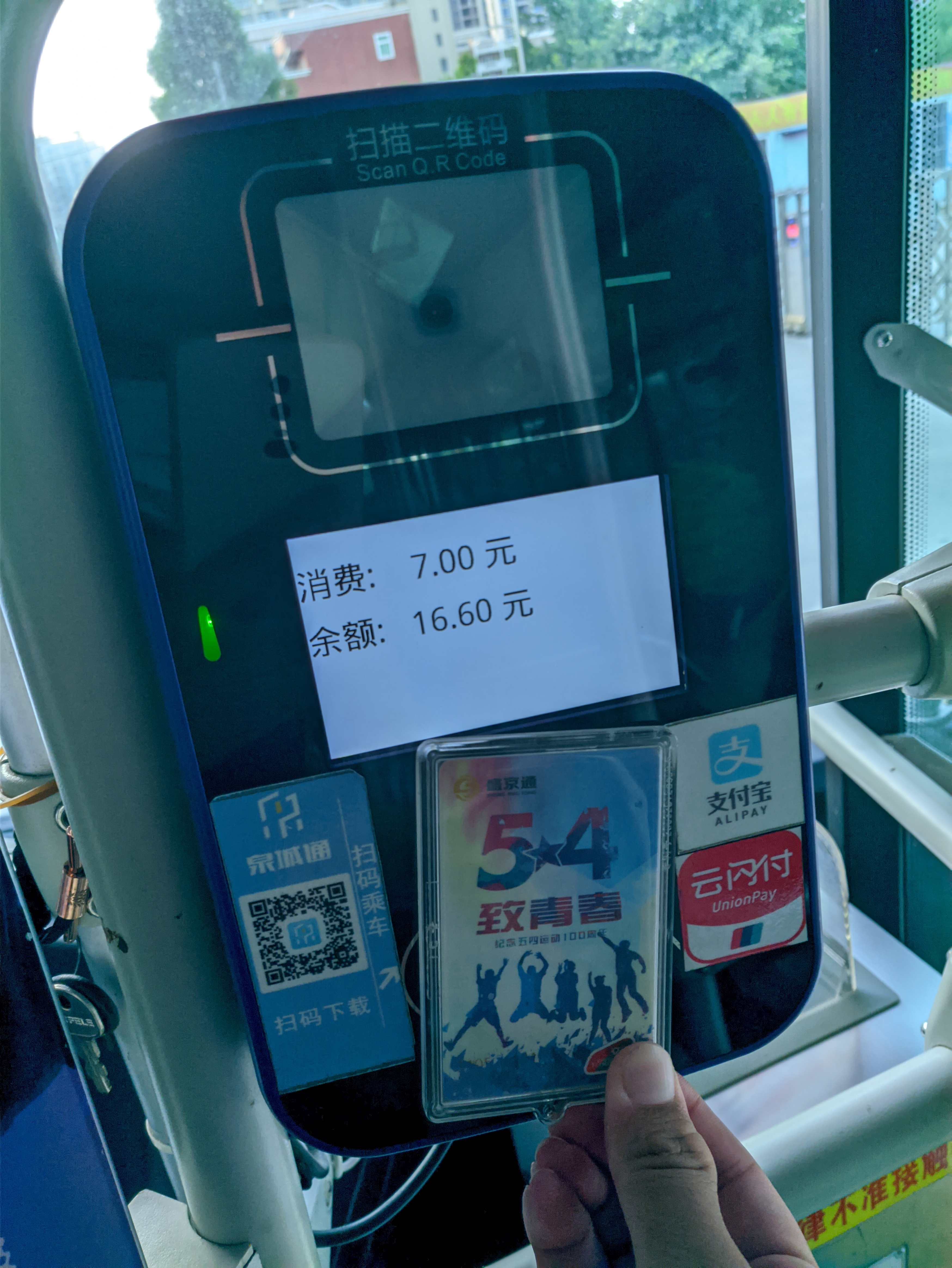
使用沈阳发行的交通联合卡在K207路蓝斯E60型刷卡机消费

## 泉通卡种类
泉通卡分为以下6种卡类：普通卡、学生卡、敬老卡、爱心卡、纪念卡、月票卡（仅限中心市区使用）

### 卡种分类与优惠（市区）
本表表示以每支付1元车资时所支付的数值
| 卡种          | 普通卡 | 学生卡 | 敬老卡 | 爱心卡 | 纪念卡 | 月票卡 |
| ------------- | ------ | ------ | ------ | ------ | ------ | ------ |
| 折扣          | 9折    | 7.5折  | 5折    | 免费   | 9折    | 999次  |
| 付费/次（元） | 0.9    | 0.75   | 0.5    | 0      | 0.9    | 1      |

- 乘坐2元一票制线路时的计价：按表上价格x2计算，月票卡则仍为记1次

- 若全程/分段票价为X.5元时，按所需乘坐分段的段数进行刷卡，不计算0.5元

### 注意事项
- 办理所有卡种的工本费均为10元，初始卡内无余额。若需使用，则需充值20元及以上方可激活（月票卡为充值当月所需金额100元）

- 使用学生卡、敬老卡、爱心卡、月票卡等四类实名制泉通卡时请勿代人刷卡或冒用，否则泉通卡使用区域内的各公交公司和各下属线路的所有司机、乘务员有权对被代刷和冒用的实名制卡进行收缴。若想取回，请至被收缴卡的线路所属公司进行处理。

- 实名制卡被收缴后，第一次需缴纳20元罚金，第二次需缴纳40元罚金方可取回，第三次则列入泉通卡实名制卡办理黑名单，永久不得办理实名制泉通卡。

- 月票卡每月费用为100元，每月使用次数上限为999次，但乘坐泉州公交集团分段计价线路时，按普通卡折扣计费。

- 普通卡、纪念卡皆为不记名，不挂失的非记名卡，请妥善保管，遗失不补。

- 敬老卡的办卡年龄段为60-69周岁，爱心卡的办卡范围为70岁周岁以上。

- 学生卡和学生月票卡的办卡范围为泉州市中心市区及泉通卡进驻的各县市内全日制高等院校、高中、中专、技校、职高、初中、小学等学生群体，小学每6年、初高中每3年、大学每4年年检一次（年检时间每年8到9月期间）。

## 泉通卡使用区域及相应折扣（县市）
由于泉通卡在各县市的优惠程度不同，故列出下表
| 公司/卡种/折扣 | 石狮公交 | 惠安公交 | 永春闽兴 | 德化闽兴 | 南安闽兴 |
| -------------- | -------- | -------- | -------- | -------- | -------- |
| 普通卡         | 9        | 9        | 9        | 9        | 9        |
| 学生卡         | 8        | 9        | 7.5      | 7.5      | 7.5      |
| 敬老卡         | 5        | 0        | 5        | 5        | 5        |
| 爱心卡         | 0        | 0        | 0        | 0        | 0        |
| 纪念卡         | 9        | 9        | 9        | 9        | 9        |

## 充值点
目前泉通卡可在如下网点进行充值
- 每次最低充值金额20元起，并且需以10的整数倍充值
- 月票卡每月费用100元

### 市区办卡/充值点

#### 直营点
- 公交大厦办卡中心[7]
- 领航信息科技公司（晚报社9F）
- 中心站大厅（工作日）
- 新车站大厅（工作日）
- 第二公交（旧车站）
- Youbike 中山公园服务中心
- Youbike 海峡体育馆服务中心

#### 代办点
校园代办点
- 华侨大学（沐恩生活馆）
- 泉州师院（第一餐厅启梦）
- 仰恩大学（本物思考门店）
- 经贸学院（校园一卡通服务处）
- 黎明大学（永惠电脑）
- 泉州幼师（时代文印）
- 医高专（灵感公社）
- 信息学院（云姐租车行）

见福便利代办点
- 霞淮路2店（霞淮街157号）
- 泉秀花园店（泉秀花园东区1#1）
- 九中店（津淮街东华园1-101）
- 钟楼店（东街钟楼）

珍熙便利代办点
- 中升花苑店（刺桐东路中升花苑3#15）
- 福新花园店（福新花园城12#B-09）
- 西湖一号店（新华北路西湖1号1#83）
- 辉映江山店（江滨南路辉映江山3#02）
- 冠亚凯旋门店（冠亚凯旋门55号）
- 盛世天骄店（盛世天骄3B#29）
- 泉州九中店（东涂街丰泽实小对面）
- 奥体花园店（奥利匹克大厦1楼）
- 武夷花园店（武夷花园明达阁11号）
- 浦西万达店（商业综合楼4#S49-50）
- 东海1+1广场店（裙楼商业店面F136）
- 溢泉小区店（溢泉城市花园1#105）
- 冠亚华园店（冠亚华园3#28）

百姓超市代办点
- 津坂店（津板路186-188号）
- 城西店（城西环路南4区02-03#）
- 云谷店（祥远路邮电宿舍1F）
- 北门店（北门街64-72号）
- 运通店（运通路77号）
- 盛世店（盛世天骄97号）
- 圣墓店（灵山路圣茂村155号）
- 东美店（光明楼）
- 和昌店（丰田街16号）
- 明湖店（明湖路6号）
- 圣湖店（移动公司住宅南二门）
- 大铭店（兰台路玉祥大厦）
- 霞淮店（霞淮街168号）
- 乌洲店（泉秀花园24号）
- 后城店（后城街72号）
- 学府店（学府路北三区3-1）
- 泉秀店（津板路交警支队）
- 迎津店（迎津街160-162号）
- 温陵店（天都广场）
- 美食街店（美食街119号）
- 龙宫店（龙宫商住楼7-7）
- 新华店（新华北路81-85号）
- 金山店（金山市场）
- 七星店（七星街45号）
- 西郊店（聚鑫荣19号）
- 清源店（180医院对面）

### 县市办卡/充值点
- 南安代办点
- 长福车站
- 服装城办卡点
- 石狮长途车站
- 石狮客运中心站
- 顺荣公交
- 永春闽兴公交
- 德化闽兴公交
- 惠安公交
- 泉港汽车站
- Youbike安溪服务中心